# Moto Guzzi Nuovo Falcone

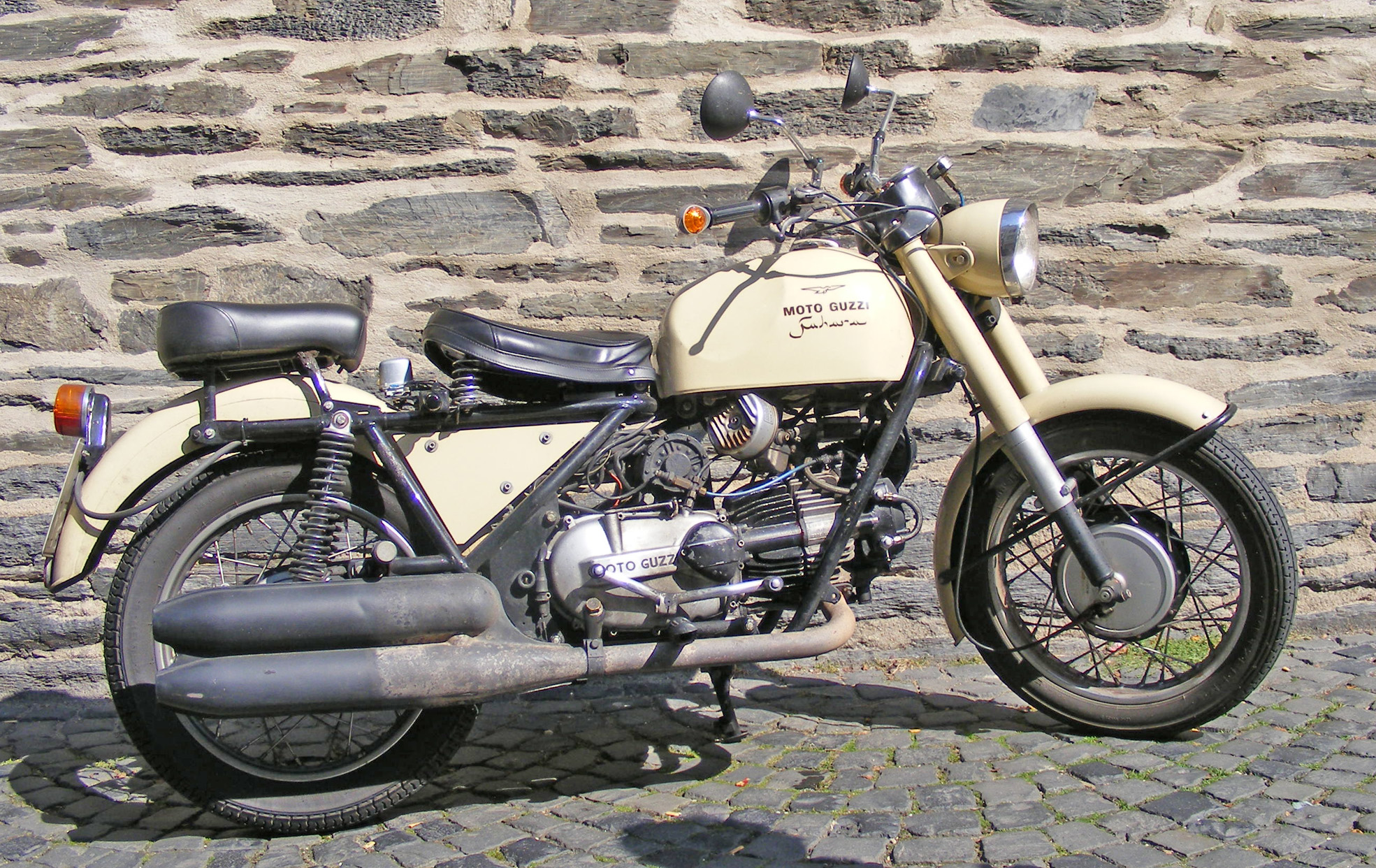
Falcone Sahara (Koffer und Beinschutz mit Motorverkleidung fehlen)

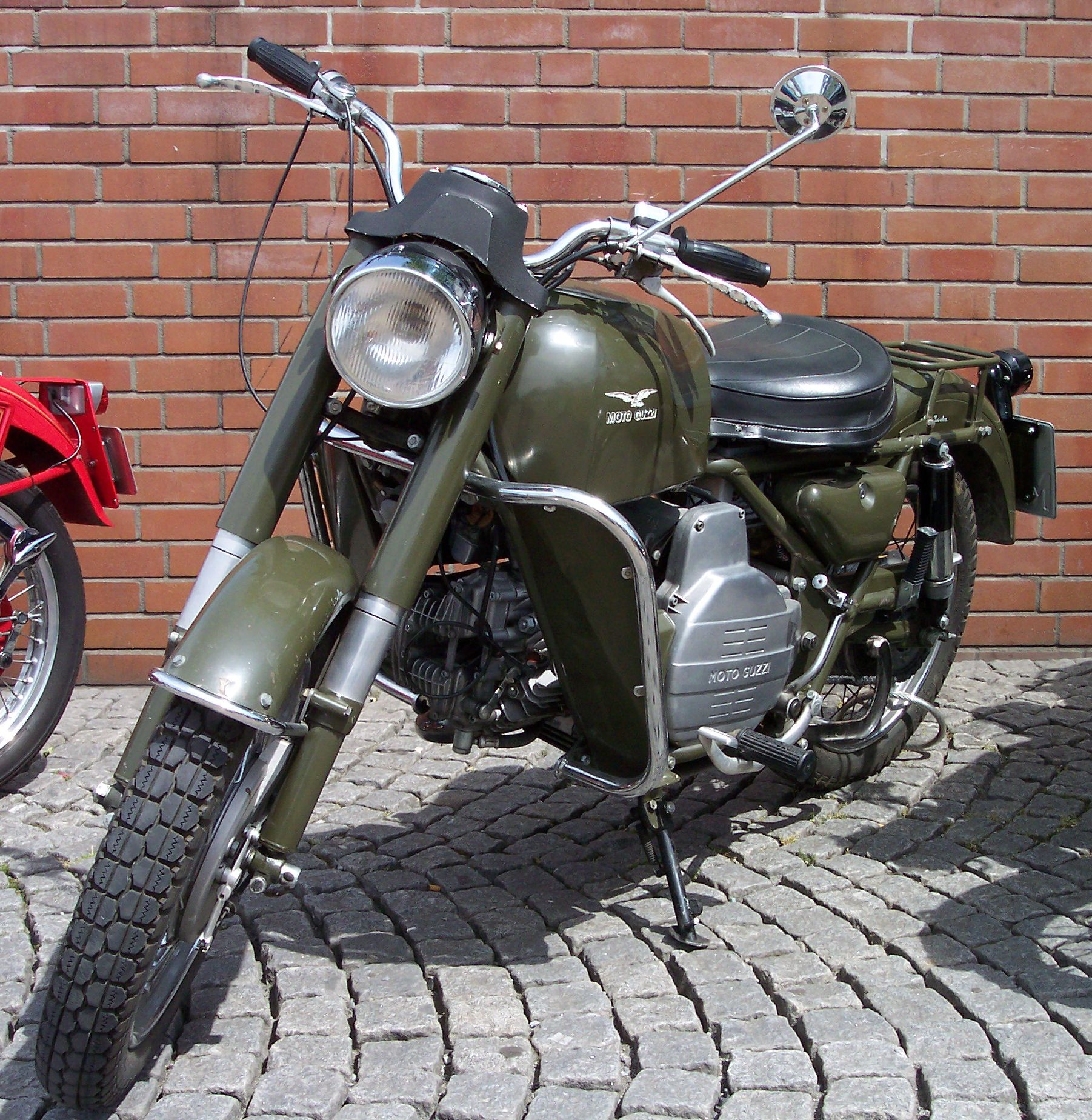
Nuovo Falcone, Ausführung für das Militär

Die Moto Guzzi Nuovo Falcone ist ein Motorrad, das die italienische Firma Moto Guzzi von 1969 bis 1976 in Mandello del Lario herstellte. „Nuovo Falcone“ bedeutet im Deutschen „Neuer Falke“.

## Geschichte
Ende 1969 stellte Moto Guzzi mit der Nuovo Falcone nochmals ein auf Anfrage der italienischen Polizei entwickeltes Motorrad mit Einzylindermotor vor. Es kombinierte viele Merkmale des Vorgängermodells Falcone mit modernerem Rahmen und Fahrwerk. Motor und Vierganggetriebe wurden völlig neu konstruiert, die Nennleistung um ein gutes Drittel gesteigert. Nachteil dieser Modernisierung war ein deutlich höheres Gewicht, sodass das Fahrverhalten sogar weniger dynamisch als die Turismo-Variante der Vorgängerin war. Ab Anfang 1971 war das zivile Modell als günstigeres Angebot unterhalb der neuen V7 in Italien erhältlich.
1974 erschien unter dem Namen Falcone Sahara eine Tourenvariante für schlechte Straßen mit Beinschutz, teilweise verkleidetem Motor, Seitenkoffern, kürzerem und breiterem Tank sowie brünierten, anstatt verchromten Schalldämpfern. 1976 wurde mangels Kundeninteresse die Fertigung der Nuovo Falcone ohne Nachfolger eingestellt.
Produktionszahlen
| Jahr   | 1969 | 1970  | 1971  | 1972  | 1973  | 1974  | 1975  | 1976 | Summe  |
| ------ | ---- | ----- | ----- | ----- | ----- | ----- | ----- | ---- | ------ |
| Anzahl | 8    | 2.946 | 3.775 | 1.686 | 2.293 | 2.120 | 1.530 | 597  | 14.955 |

## Technik

### Motor und Antrieb
Die Nuovo Falcone hat einen luftgekühlten Einzylinder-Viertaktmotor mit liegendem Zylinder.  Auf dem linken Stumpf der zweifach gelagerten Kurbelwelle befindet sich das Schwungrad, das (im Unterschied zum Vorgängermodell Falcone) innerhalb eines Gehäuses läuft. Ein dahinter angebrachtes Stirnrad treibt den Korb der auf der Getriebeeingangswelle montierten Mehrscheiben-Ölbadkupplung an. Das schrägverzahnte Vierganggetriebe ist mit einer Schaltwippe an der rechten Motorseite zu bedienen; der erste Gang liegt oben. Angelassen wird standardmäßig mit einem Kickstarter auf der linken Seite, gegen Aufpreis war ein elektrischer Anlasser auf Wunsch erhältlich. Mit dem Hinterrad ist das Getriebe durch eine Rollenkette verbunden.
Die beiden hängenden Ventile sind über Stoßstangen und Kipphebel von der unten liegenden Nockenwelle angesteuert. Die Batteriezündung (12-Volt-Batterie) besteht aus einer unter dem Tank eingebauten Zündspule und einem Unterbrecherkontakt auf der rechten Motorseite am Ende der Nockenwelle.
Die Gemischaufbereitung bewerkstelligt ein Flachschiebervergaser von Dell’Orto vom Typ VHB29A mit Luftfilter. Der Luftdurchlass beträgt 29 mm. Das verchromte Auspuffrohr ist an der rechten Maschinenseite nach hinten gezogen und endet in zwei V-förmig übereinander liegenden Schalldämpfern in Tütenform (Variante Sahara: brünierte, parallel übereinander liegende Schalldämpfer in Zigarrenform, spätere Ausführungen der Nuovo Falcone ähnlich, aber nicht brüniert).

### Rahmen und Fahrwerk
Die Nuovo Falcone hat einen Doppelschleifen-Rohrrahmen mit Heckausleger. Die Hinterradschwinge besitzt zwei Federbeine, die sich am Heckausleger abstützen. Das Vorderrad sitzt im Gegensatz zur alten Falcone in einer konventionellen, hydraulisch gedämpften Teleskopgabel.

### Tank
Der Benzintank der Nuovo Falcone hat ein Volumen von 18 Litern, sowohl in der Standardausführung mit länglicherem, flacherem Tank als auch in der Sahara-Variante mit kürzerem, breiterem und höherem Tank.

### Räder und Bremsen
Die 18″-Räder sind als Drahtspeichenräder ausgeführt und besitzen Vollnaben-Trommelbremsen. Die hintere Bremse wird über einen Fußhebel an der linken Seite und ein Gestänge bedient, die vordere Duplexbremse mit 200 mm Funktionsdurchmesser über einen Seilzug vom Lenker aus.

### Werkstoffe
Das Motor-/Getriebegehäuse, der Zylinder und der Zylinderkopf sind aus Aluminium gefertigt. Der Rahmen, die Vorderradgabel, der Tank, die Schutzbleche und die Hinterradschwinge dagegen sind aus Stahlblech.

### Lackierung, Oberflächenbehandlung und Embleme
Bei der ersten Serie ist der Rahmen einschließlich Hinterradschwinge rot lackiert und die Teleskopgabel und der Scheinwerfer schwarz. Tank und Seitendeckel sowie die Schutzbleche sind weiß lackiert. Bei der Variante Sahara sind der Rahmen schwarz und die Blechteile sandfarben lackiert. Bei späteren Serien sind die Kotflügel verchromt; der Rahmen ist schwarz lackiert und die Blechteile in unterschiedlichen Farben.
Behördenmaschinen wurden nach Bedarf olivgrün oder dunkelblau lackiert.
An den Tankseiten finden sich Moto-Guzzi-Embleme in unterschiedlichem Design als Abziehbilder. Auf den Seitendeckeln sind die Typenbezeichnungen, ebenfalls als Abziehbilder, angebracht.

### Technische Daten
| Typ                   | Nuovo Falcone             |
| --------------------- | ------------------------- |
| Bauzeitraum           | 1969–1976                 |
| Hubraum               | 499 cm³                   |
| Bohrung × Hub         | 88 mm × 82 mm             |
| Verdichtung           | 6,8 : 1                   |
| Leistung              | 26,2 PS (19,3 kW)         |
| bei Drehzahl          | 4800/min.                 |
| Getriebe              | 4-Gang                    |
| Radstand              | 1450 mm                   |
| Maße                  | 2170 × 770 mm × 1040 mm   |
| Leergewicht           | 214 kg (trocken)          |
| Reifen vorne / hinten | 3,50″ × 18″ / 3,50″ × 18″ |
| Höchstgeschwindigkeit | > 140 km/h                |
| Benzinverbrauch       | ca. 4,1 l/100 km          |

Quellen: 